# سيرجيو براون
سيرجيو براون (بالإنجليزية: Sergio Brown)‏ (و. 1988  م) هو لاعب كرة قدم أمريكية، من الولايات المتحدة، ولد في مايوود، إلينوي، يلعب كمُؤمن ‏.

## التعليم
تعلم في Proviso East High School ‏.